# Franco Mealli
Franco Mealli (fl. XX secolo) è stato un dirigente sportivo italiano noto per essere stato l'ideatore della celebre corsa ciclistica Tirreno-Adriatico, oltre ad altre competizioni quali Giro dell'Etna e Trofeo Pantalica.

## Biografia
Nato in Toscana, nipote di Adalino Mealli (1910-2001) e fratello di Bruno Mealli (1937-2023) e di Marcello Mealli (1928-2019), si trasferisce giovane a Roma, dove diventa, già all'inizio degli anni '60, presidente del Velo Club Forze Sportive Romane.
Nel tentativo di tornare a far vincere ad un italiano la classica Milano-Sanremo, decise nel 1965 di ideare una nuova corsa organizzata dal suo gruppo sportivo, intitolata originariamente "Tre giorni del sud".
Nel 1966, la corsa prende così il via con il nome di Tirreno-Adriatico, e venne vinta da Dino Zandegù. A partire dalla metà degli anni '70, grazie anche ai sei successi di Roger de Vlaeminck, la corsa iniziò ad acquisire una certa notorietà. Nel 1975 organizzò quindi una nuova corsa, il Trofeo Pantalica di un giorno; sul finire degli anni '70 assunse anche la guida del Giro dell'Umbria, mentre nel 1980 ideò il Giro dell'Etna, lavorando da metà decennio in stretta collaborazione con Mauro Vegni, futuro direttore del Giro d'Italia.
Fu prolifico organizzatore e direttore di corsa fino ai primi anni '90, quando iniziò ad accusare seri problemi di salute che ne limitarono l'attività. 
Dopo l'organizzazione dei campionati del mondo in Sicilia del 1994 decise di ritirarsi in ruoli più marginali, così, anche a causa delle difficoltà economiche del gruppo da lui gestito, nel 1995 le corse e le attività del Velo Club sono rilevate da RCS Sport, il braccio operativo della Gazzetta dello Sport.